# 范文董
范文董（1919年10月25日—2008年11月26日），筆名農慶林（Nùng Khánh Lâm），原越南共和國軍少將。他出身法國軍隊在越南北圻的東北部（少數民族聚居地）開辦的訓練越南人成爲在殖民地軍隊中服役的軍官的軍事學校。

## 生平
1919年10月25日范文董出生於越南北部山西省國威府的一個中農家庭。

### 法國殖民地軍隊
1940年，范文董入伍，加入法國在法屬印度支那的殖民地軍隊。一年後，他被派往硭街軍事學校學習軍官課程，並於1942年以准尉軍銜畢業，被派往殖民地第19步兵團第2營（II/19e RMIC）服役。1944年初，他晉升少尉，指揮駐紮硭街的一支部隊。在服役期間，他與當地的農族人關係良好，這是影響他後來在軍隊的職業道路的一個重要因素。
1945年3月9日，日軍在法屬印度支那全境發動政變，范文董的部隊在河檜遭到了日軍的襲擊，團長夏爾·勒科克（Charles Lecocq）中校陣亡。許多法國軍官和士兵被日軍打死。他和步兵團的殘部逃往了中國廣西省，並加入了逃往中國的法國將軍馬塞爾·亞歷山得利的部隊。
儘管被中國的國軍解除了武裝，亞歷山得利將軍仍然與中華民國當局合作以繼續與日本軍隊作戰，並尋求返回印度支那。范文董的任務是是與一些流亡的越南國民黨革命家祕密聯絡，他們大多成爲他的好朋友，和後來職業生涯中的堅定支持者。1945年底，他跟隨國民黨的部隊返回越南，在萬花地區活動。

### 1975年及之後
1975年4月底，他和他的家人乘坐美國空軍的C-130運輸機離開越南前往關島，然後前往美國定居。
2008年11月26日在費城逝世，享年89歲。

## 家庭
1944年，范文董與農族人黎氏李（Lê Thị Lý）組成家庭，兩人有5個孩子（2兒3女）：范黎雄、范黎碧霞、范黎俠、范黎赫姮、范黎碧海。1992年，黎氏李在美國去世。1994年，范文董與時任台灣省議員鄭美蘭再婚（有三個繼子）。

### 腳註
1. ↑  一說爲真名[1]
2. ↑  19e Régiment Mixte d'Infanterie Coloniale[3]
3. ↑  參見詞條農族自治區

### 來源
1. 1 2  . SBTN. 2008-11-28. （原始内容存档于2011-07-22） （越南语）.
2. ↑  . nguyentin.tripod.com.   [2022-05-11]. （原始内容存档于2017-03-14）.
3. ↑  . france1940.free.fr.   [2022-05-11]. （原始内容存档于2021-09-21）.
4. ↑  Holley, Joe. . 2008-12-08  [2022-05-11]. ISSN 0190-8286. （原始内容存档于2016-09-16） （美国英语）.
5. 1 2  . The Independent. 2009-03-16  [2022-05-11]. （原始内容存档于2009-03-20） （英语）.

## 外部鏈接
- Declassified CIA Documents on the Vietnam War （页面存档备份，存于）